# Botola 1 2008-2009
La Botola 1 2008-2009 è stata la 53ª edizione della Botola 1, la prima divisione del campionato marocchino di calcio. È stato disputato dal 12 settembre 2006 al 9 giugno 2007 con la formula del doppio girone all'italiana tra 16 squadre, e si è concluso con la vittoria del Raja Casablanca, al suo nono titolo.